# Alkanol-aminok
Az alkanol-aminok vagy amino-alkoholok olyan szerves vegyületek, amelyekben egy alkánláncon hidroxil (−OH) és amino (−NH2, −NHR, −NR2) funkciós csoport is található.

## 2-amino-alkoholok

Az etanol-amin, egy egyszerű amino-alkohol kémiai szerkezete

A 2-amino-alkoholok a szerves vegyületek egyik  fontos osztálya, amelyek mind amin, mind alkohol funkciós csoportot tartalmaznak. Előállításuk gyakorta aminok epoxidokkal történő reakciójával történik, számos ipari alkalmazásuk ismert. Az egyszerű alkanol-aminokat oldószerként, szintetikus intermedierként és magas forráspontú bázisokként használják.
Gyakori amino-alkoholok
- Etanol-aminok
- Aminometil-propanol
- Heptaminol
- Izoetarin
- Propanol-aminok
- Sphingosine
- Metanol-amin (a legegyszerűbb amino-alkohol)
- Dimetil-etanol-amin
- N-metil-etanol-amin

## Béta-blokkolók
A béta-blokkolók egyik alosztályát gyakran alkanol-amin béta-blokkolóknak nevezik. Jellemző példák:
- propranolol
- pindolol

## Természetes vegyületek
A legtöbb fehérje és peptid mind alkohol-, mind aminocsoportot tartalmaz. Formálisan két aminosav is alkanol-amin: a szerin és a hidroxiprolin.
- veratridin és veratrin
- tropánalkaloidok, például az atropin
- hormonok és neurotranszmitterek, mint az epinefrin (adrenalin) és norepinefrin (noradrenalin)

## Aminosavakból származó 2-amino-alkoholok
Hidrogénezéssel elméletileg minden aminosav a megfelelő 2-amino-alkohollá redukálható. Erre példa a (prolinból nyert) prolinol és a (valinból származtatható) valinol.

## Fordítás
Ez a szócikk részben vagy egészben  az   Alkanolamine című angol Wikipédia-szócikk ezen változatának fordításán alapul.  Az eredeti cikk szerkesztőit annak laptörténete sorolja fel. Ez a jelzés csupán a megfogalmazás eredetét és a szerzői jogokat jelzi, nem szolgál a cikkben szereplő információk forrásmegjelöléseként.